# Nevston
Nevston je skupnost živali, katerih življenjsko okolje je površinska plast vode (meja vode in atmosfere). Gre za uporabo pojava površinske napetosti tekočin. Površinska mrenica ima specifične fizikalne in ekološke lastnosti. Na njeni površini se pojavlja nihanje temperature in osončenja. Nevston sestavljajo bakterije (predvsem železove in škrlatno rdeče), alge, praživali nekatere žuželke, skakači, pajki in jajčeca vodnih živali. Ti organizmi se na površinski mrenici držijo zaradi površinske napetosti vode. Nevston je lahko tudi hrana za živali za vodne bolhe, dvoklopnike, vrtinčarje, ki so se občasno sposobni pritrditi na površino vode ali se premikati po njej. Nevston se razvija na stoječih in počasi tekočih vodah. Zaradi močnega valovanja vode v jezerih in rekah lahko na njih nevston nastane samo občasno.
Razlikujemo dva nevstona: 
- epinevston so organizmi, ki živijo na zgornji površini vodne mrenice (vodni drsalci in majhni hrošči),
- hiponevston so organizmi, pritrjeni na spodnjo stran površinske mrenice (praživali in nekateri polži).